# Neulustheim

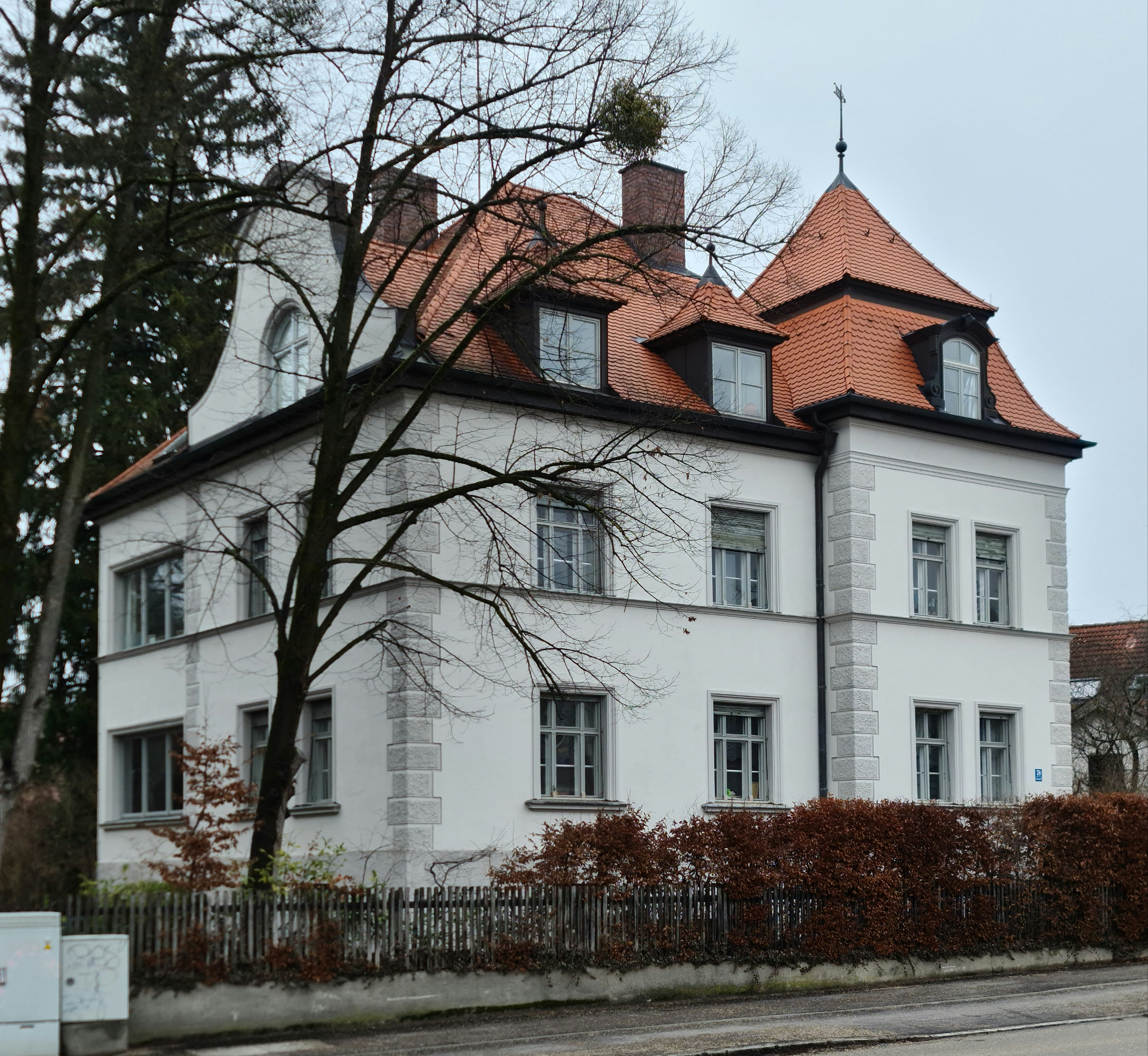
Villa Menzinger Straße 78 (Westansicht) im Südosten von Neulustheim

Neulustheim ist eine historische Eigenheimsiedlung im Osten von Obermenzing, die überwiegend in der Zwischenkriegszeit entstanden ist. Sie liegt im äußersten Nordosten des Münchner Stadtbezirks Pasing-Obermenzing.

## Lage
Im Westen begrenzt das Stadtviertel die Bahnstrecke München–Treuchtlingen, die Nordgrenze bilden der Rodenstockplatz und die Kunstmannstraße, im Nordosten und Osten begrenzt die Nußhäherstraße das Viertel. Der Schlosspark Nymphenburg bildet die Südost- und Südgrenze von Neulustheim.

## Geschichte
Eine vereinzelte Bebauung des Gebiets begann um 1900, eine Ausnahme macht der aus einem landwirtschaftlichen Anwesen hervorgegangene Gasthof zur Burenschänke. Um die Wohnungsnot nach dem Ersten Weltkrieg zu lindern, gründete eine Gruppe Männer am 14. Januar 1919 die Gesellschaft Soziale Eigenheim-Siedlung Neulustheim e.G.m.b.H. und beantragte beim Bayerischen Sozialministerium ein Baugebiet nördlich der Menzinger Straße; die Grundstücke wurden schließlich im Erbbaurecht genehmigt. Die Gesellschaft begann damit, das Gebiet mit Straßen und Wegen zu erschließen, dabei legten die Siedler selbst Hand beim Straßenbau an. Gleichzeitig entstanden zwischen der Menzinger Straße und dem Bahnhof Obermenzing weitere villenartige Ein- und Zweifamilienhäuser. Im Jahr 1921 begann das Pachtverhältnis zwischen den Siedlern in Gestalt der Genossenschaft und dem Bayerischen Staat. Um die Bebauung der Grundstücke zu beschleunigen, wurden 30 Mark pro Tagwerk und Jahr erhoben, der Betrag wurde später um 5 Mark erhöht. Im Jahr 1999 erlosch das Pachtverhältnis, für erst nach dem Zweiten Weltkrieg bebaute Grundstücke endet dieses erst 2050. Die Planung der Straßenführung musste nach den Richtlinien des Krongutes durchgeführt und für jeden in einem Grundstück gefällten Baum eine Entschädigung gezahlt werden. Mitte der 1920er Jahre gründete die Genossenschaft eine eigene Bausparkasse. In die gleiche Zeit fällt der Antrag für eine bessere Anbindung an das öffentliche Verkehrsnetz, was speziell einen eigenen Bahnhof an der Bahnlinie München―Landshut bedeuten sollte. Mit dem mehr und mehr aufkommenden Kraftverkehr wurden die Sand- und Schotterpisten für Siedler zur finanziellen Belastung. Erst in den frühen 1960er Jahren wurden die größten Straßen endgültig ausgebaut.
Heute gehört das ursprüngliche Siedlungsgebiet, das sich später auch nördlich über die Lechelstraße hinauszog, zu drei Stadtteilen und Stadtbezirken: Untermenzing (Allach-Untermenzing), Obermenzing (Pasing-Obermenzing) und Moosach. Die Gebiete um die von Nord nach Süd laufende Waldhornstraße und die von West nach Ost laufende Lechelstraße gehören heute zum Stadtviertel Hartmannshofen, das nach der gleichnamigen ehemaligen königlichen Fasanerie benannt ist.

## Infrastruktur
Innerhalb der Gabelung der Menzinger Straße in Menzinger- und Amalienburgstraße befinden sich ein großer Biomarkt, ein Lidl und ein Getränkemarkt, mehrere Kioske und Bäckereien liefern Weiteres für den täglichen Bedarf. Ansonsten existieren Hotels, Gaststätten sowie eine Tankstelle in Neulustheim.

### Kirchen

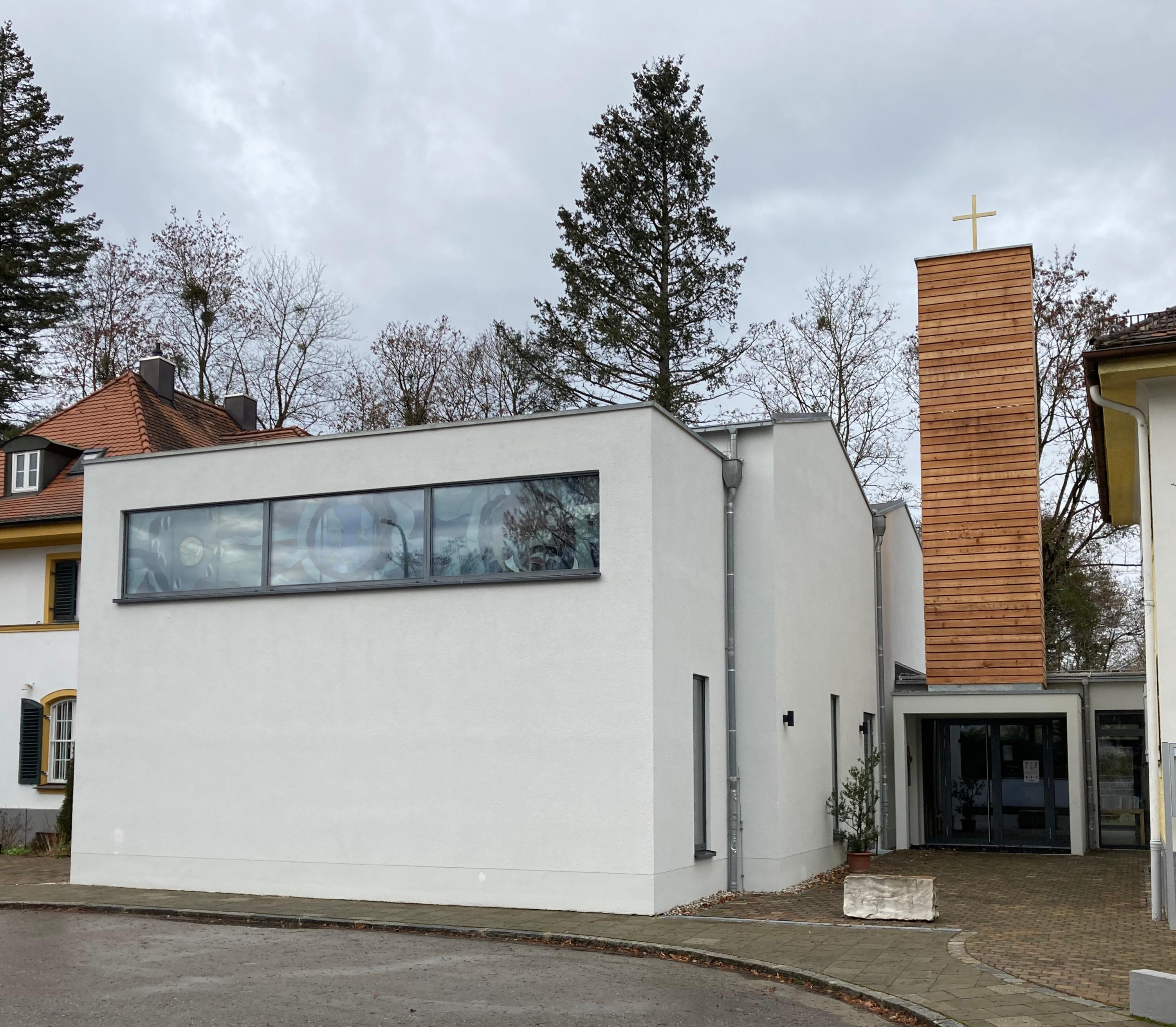
Evangelische Trinitatiskirche

- Selbständige Evangelisch-Lutherische Trinitatiskirche (Lustheimstraße 20), 1978 mit einem Kapellenbau gegründet. Von 2018 bis 2019 konnte schließlich ein Kirchenbau errichtet werden.
- Evangelische Bethlehemkirche (Lechelstraße 13, Hartmannshofen), die Pfarrei ist auch für Neulustheim zuständig.
- Katholische Kirche St. Raphael (Lechelstraße 54, Hartmannshofen), die Pfarrei ist auch für Neulustheim zuständig.

### Schulen und Kindergärten
- Obermenzinger Gymnasium – staatlich anerkanntes Privatgymnasium der Münchner Schulstiftung -Ernst v. Borries- (Freseniusstraße 47, einziges Schulgebäude in Neulustheim)
- Kindertagesstätte Kuschel & Carlos, Amalienburgstraße 23.
- Kinderhaus Obermenzing, Badenburgstraße 10.
- Minihaus München, Kinderkrippe und -garten an der Menzinger Straße 139.

### Öffentliche Verkehrsmittel
- S-Bahn: Der Bahnhof Obermenzing liegt unmittelbar am südwestlichen Rand von Neulustheim. Die S-Bahn–Linie S2 hält hier auf der Strecke Petershausen/Altomünster—Dachau—Laim—Hauptbahnhof—Ostbahnhof meist im 20-Minuten-Takt. Für den Nordteil der Siedlung liegt der Bahnhof Untermenzing nicht weit entfernt.
- Trambahn-Endhaltestelle Amalienburgstraße der Linie Amalienburgstraße—Romanplatz—Donnersbergerstraße—Hauptbahnhof—Sendlinger Tor—Isartor—Max-Weber-Platz—Arabellapark/Klinikum Bogenhausen—St. Emmeram. Die Haltestelle liegt unmittelbar am südöstlichen Rand von Neulustheim.
- Buslinien: Linie 143 Freiham—Aubing Bf—Blutenburg—Obermenzing Bf—Maria-Ward-Straße—Georg-Brauchle-Ring—Olympia-Einkaufszentrum und Linie 162 Eichelhäherstraße—Lochhausen Bf—Pasing Bf—Obermenzing Bf—Untermenzing Bf—Moosach Bf.
Die Haltestellen auf Neulustheimer Gebiet sind Amalienburgstraße, Lustheimstraße, Obermenzing Bf (143 + 162), Tannenweg, Fasanenstraße, Reginbaldstraße, Heerstraße und Kunstmannstraße (162).

### Zoologische Staatssammlung München

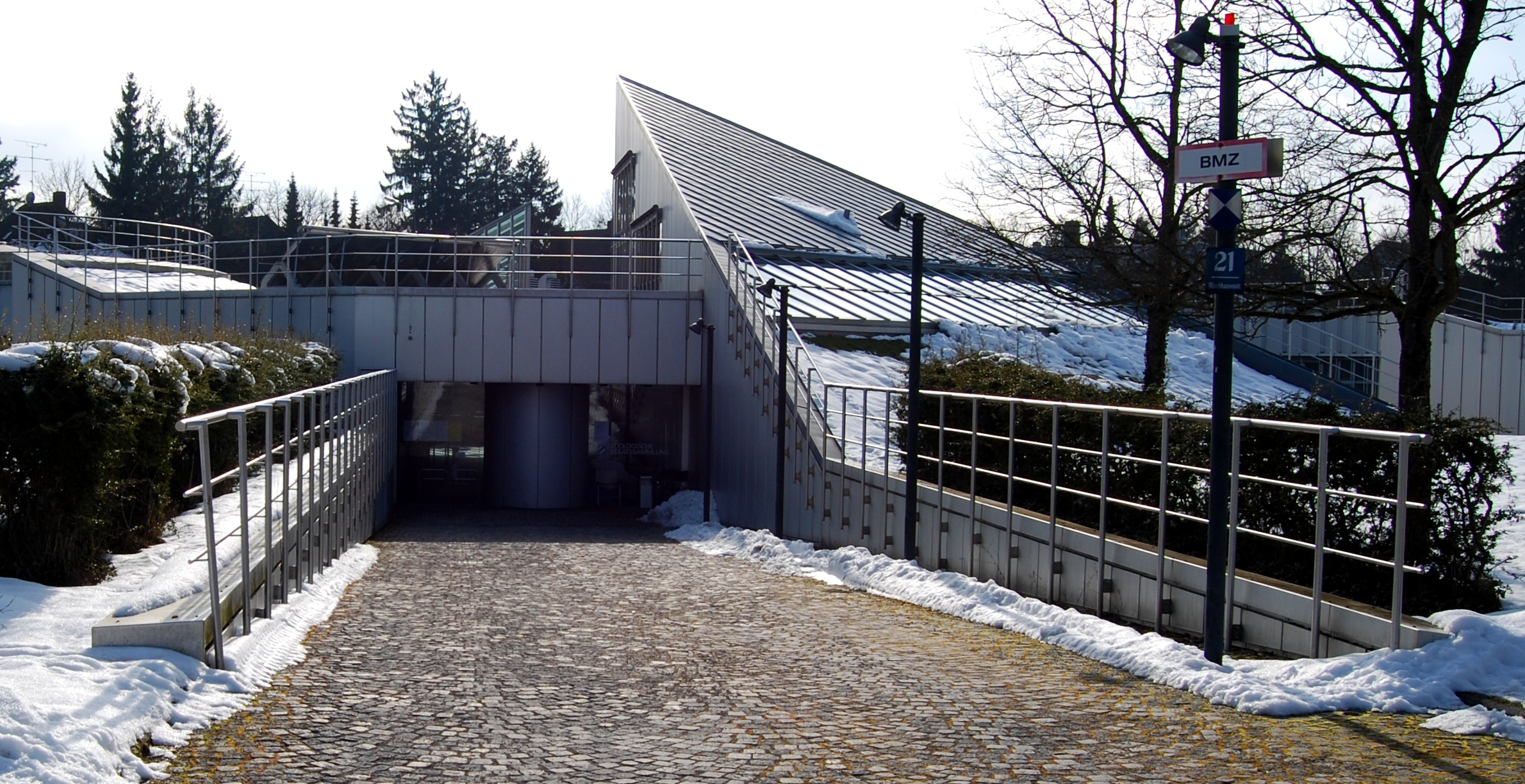
Die Zoologische Staatssammlung München in Neulustheim

Die Zoologische Staatssammlung München (ZSM) in der Münchhausenstraße 21 (Rückseite an der Verdistraße) ist eine Forschungseinrichtung des Freistaates Bayern für zoologische Systematik und ihre Anwendungen im weiteren Sinne. Gleichzeitig gehört die Zoologische Staatssammlung zu den ältesten und traditionsreichsten sowie zu den zehn bedeutendsten zoologischen Forschungssammlungen der Welt. Sie untersteht der Dienst- und Fachaufsicht der Generaldirektion der Staatlichen Naturwissenschaftlichen Sammlungen Bayerns und ist dadurch in deren Forschungsverbund integriert.

## Baudenkmäler

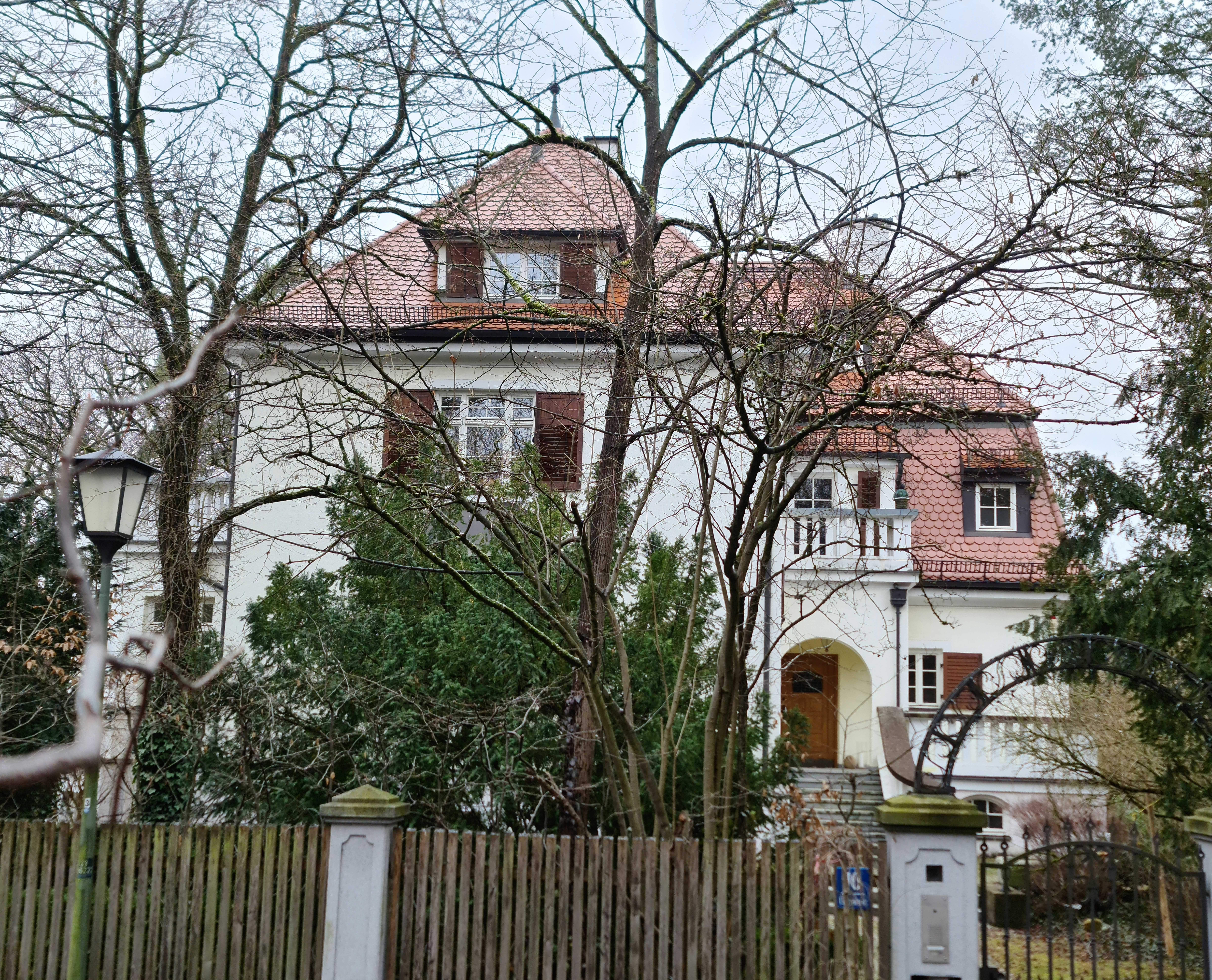
Überreiterstraße 10

- Freseniusstraße 9, ein eingeschossiger Mansardsatteldachbau mit zwei Zwerchhäusern, der im Reformstil von Fritz Eberl im Jahr 1910 errichtet wurde.
- Villa Heerstraße 6, ein zweigeschossiger Satteldachbau, der in Formen des Späthistorismus mit Eingangsvorbau und Loggia aus Stampfbeton, mit Schweifgiebel, Erker und Putzgliederung, Zwerchhaus mit Walmdach von Franz Gardy im Jahr 1905 errichtet wurde; zugehörig ist ein Atelierhaus als eingeschossiges Blockhaus in der nordöstlichen Grundstücksecke von 1914.
- Villa Menzinger Straße 78, ein Neurenaissancebau mit turmartigem Eckpavillon, der um 1900 errichtet wurde.
- Menzinger Straße 123 (Gasthof zur Burenschänke), ein dreigeschossiger Walmdachbau mit Stuckdekor aus der Zeit um 1900 mit älterem landwirtschaftlichem Kern.
- Überreiterstraße 10, ein Einfamilienhaus im Villenstil, als zweigeschossiger Walmdachbau mit polygonalem Wintergarten und Erkern im Jahr 1914 von Stefan Mörtlbauer erbaut; Nebengebäude mit Zeltdach; großes Gartengrundstück mit parkartigem Bestand.

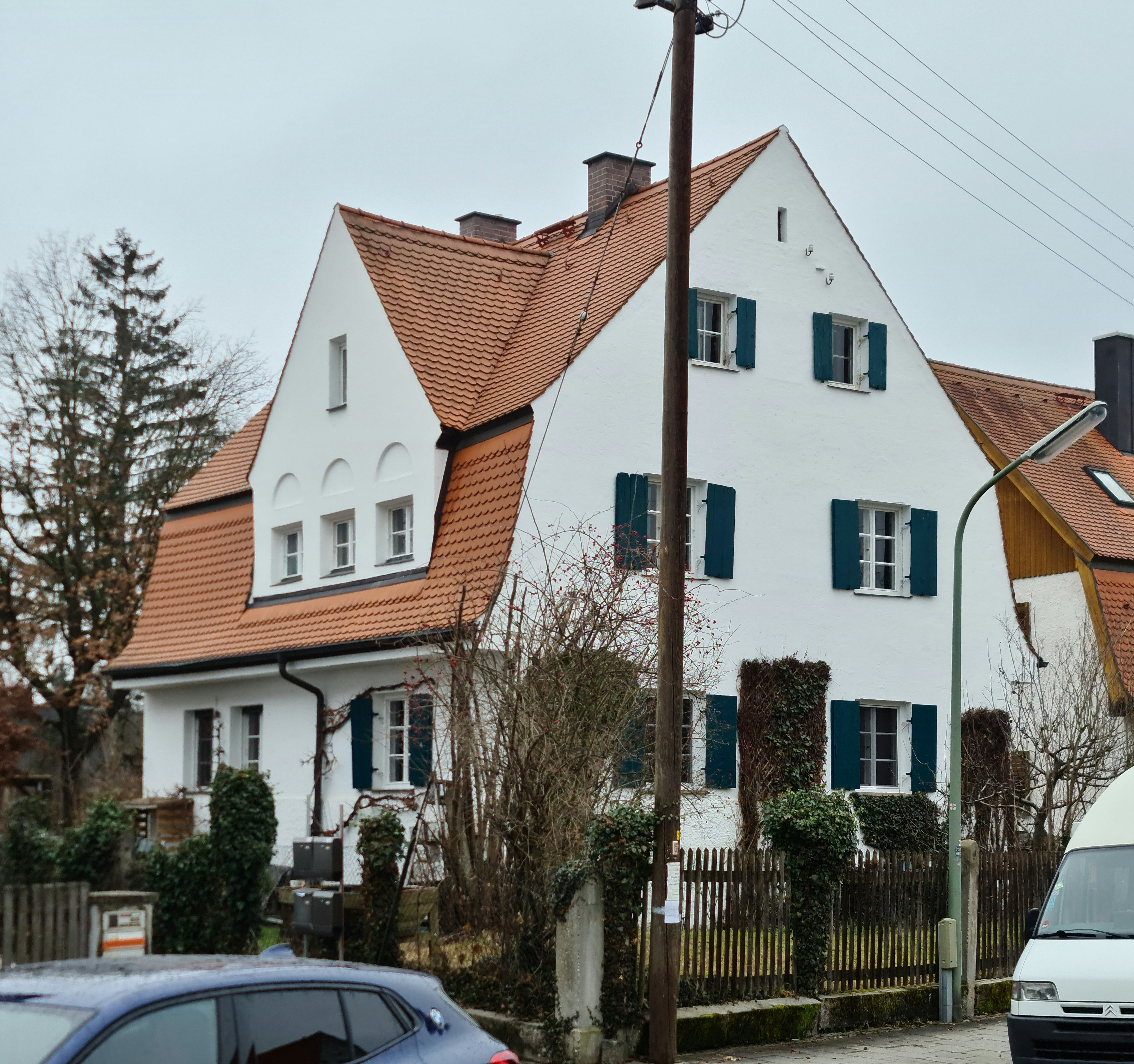
Freseniusstraße 9
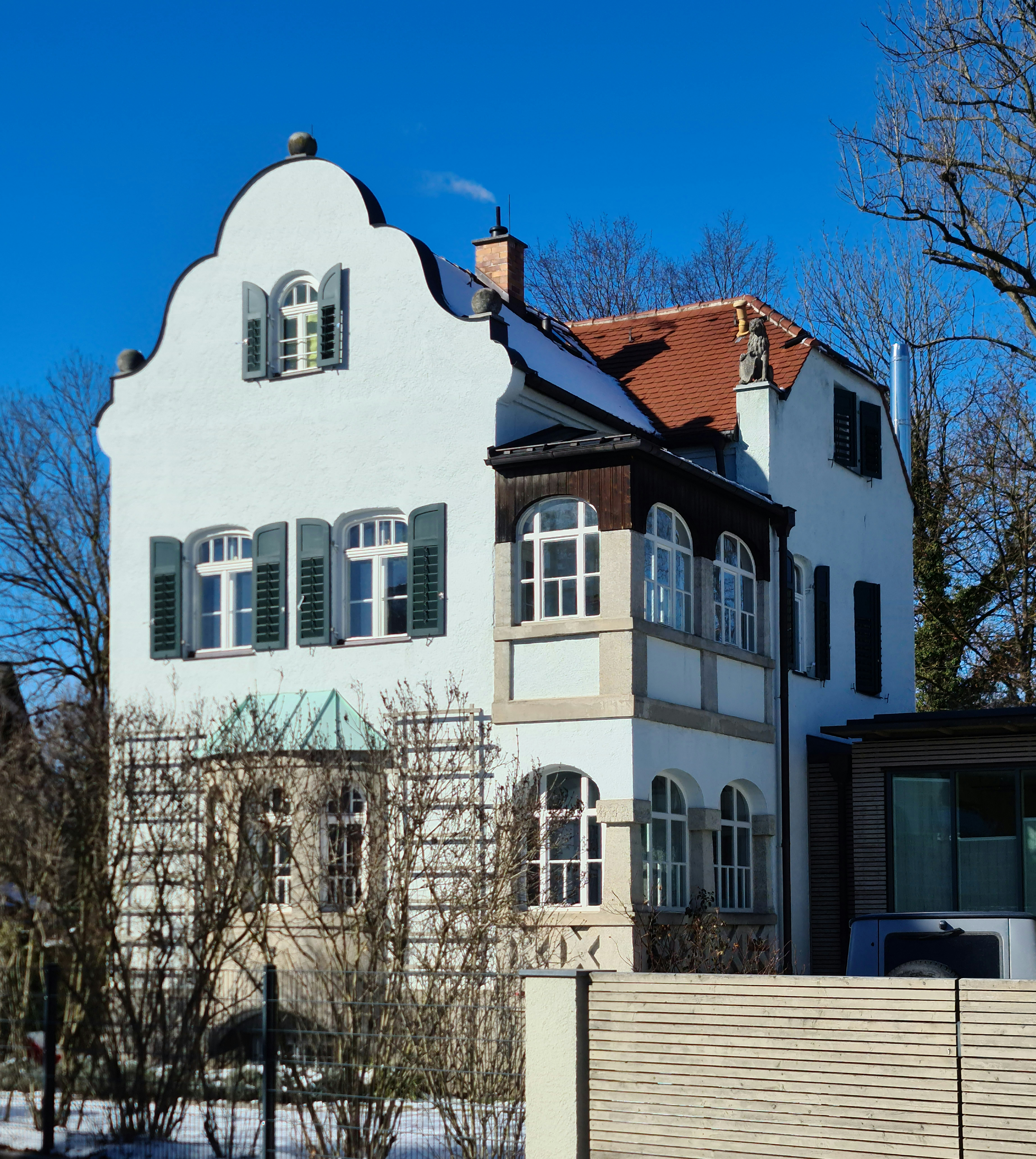
Heerstraße 6
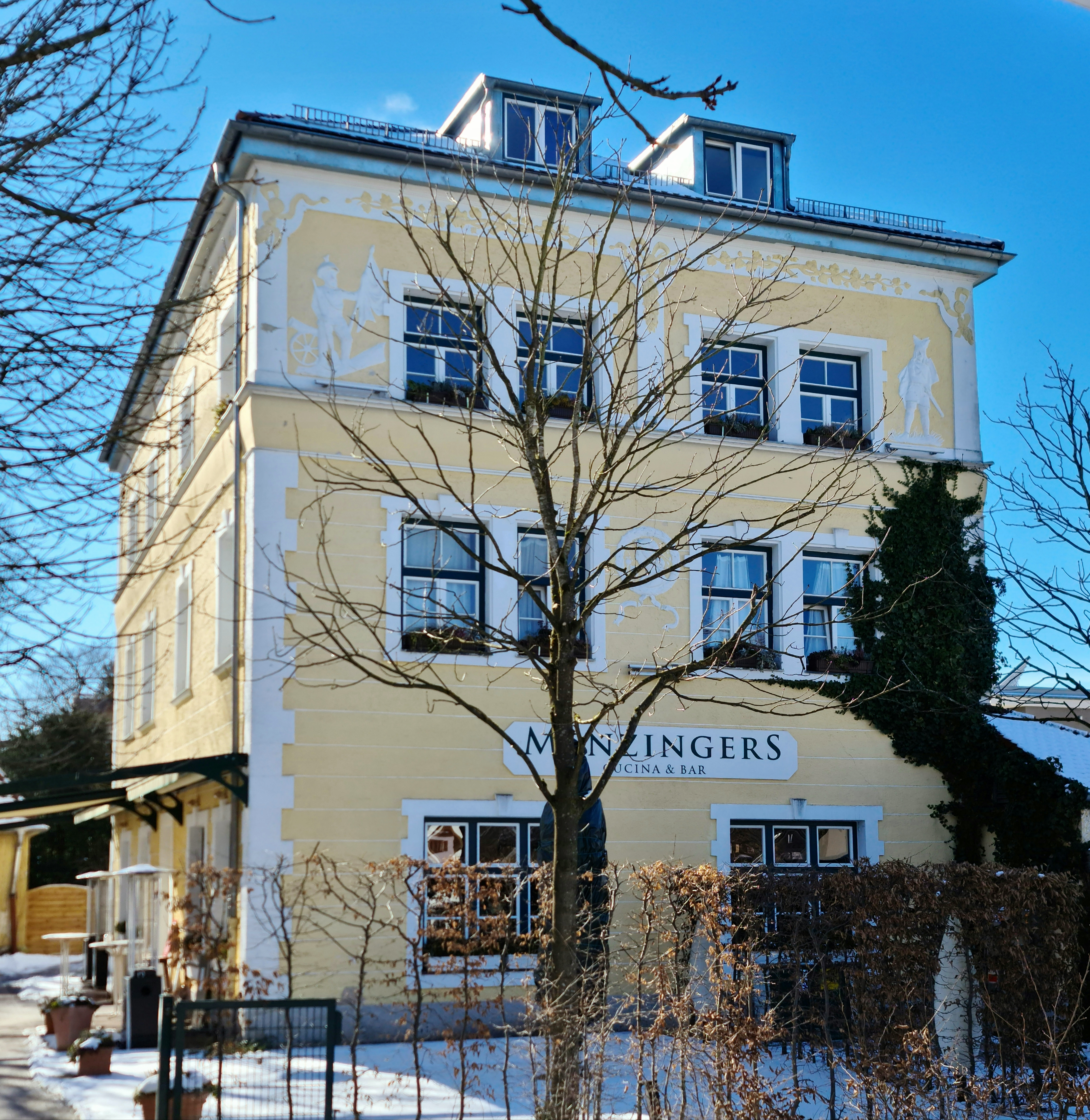
Gasthof zur Burenschänke
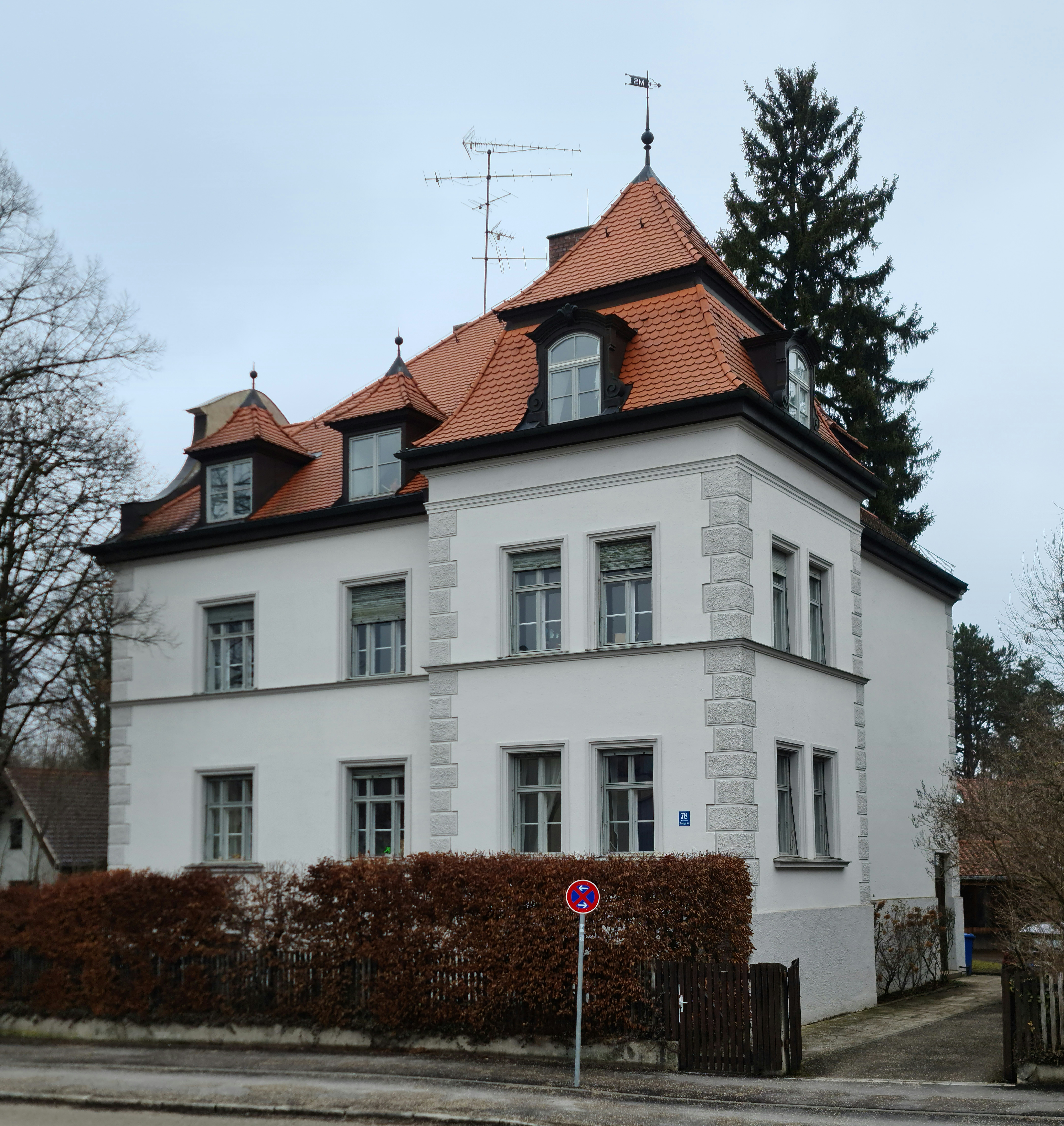
Menzinger Straße 78 (Südansicht)

### Weitere sehenswerte Häuser
Neulustheim ist noch sehr reich an Gebäuden aus der Zeit vor dem Zweiten Weltkrieg. Besonders hervorzuheben sind die Villen Amalienburgstraße 32 (Neubarockbau mit Mittelgiebel), Reginbaldstraße 11 (historisierender Heimatstilbau mit Eckturm), Verdistrasse 5 (historisierender Heimatstilbau).

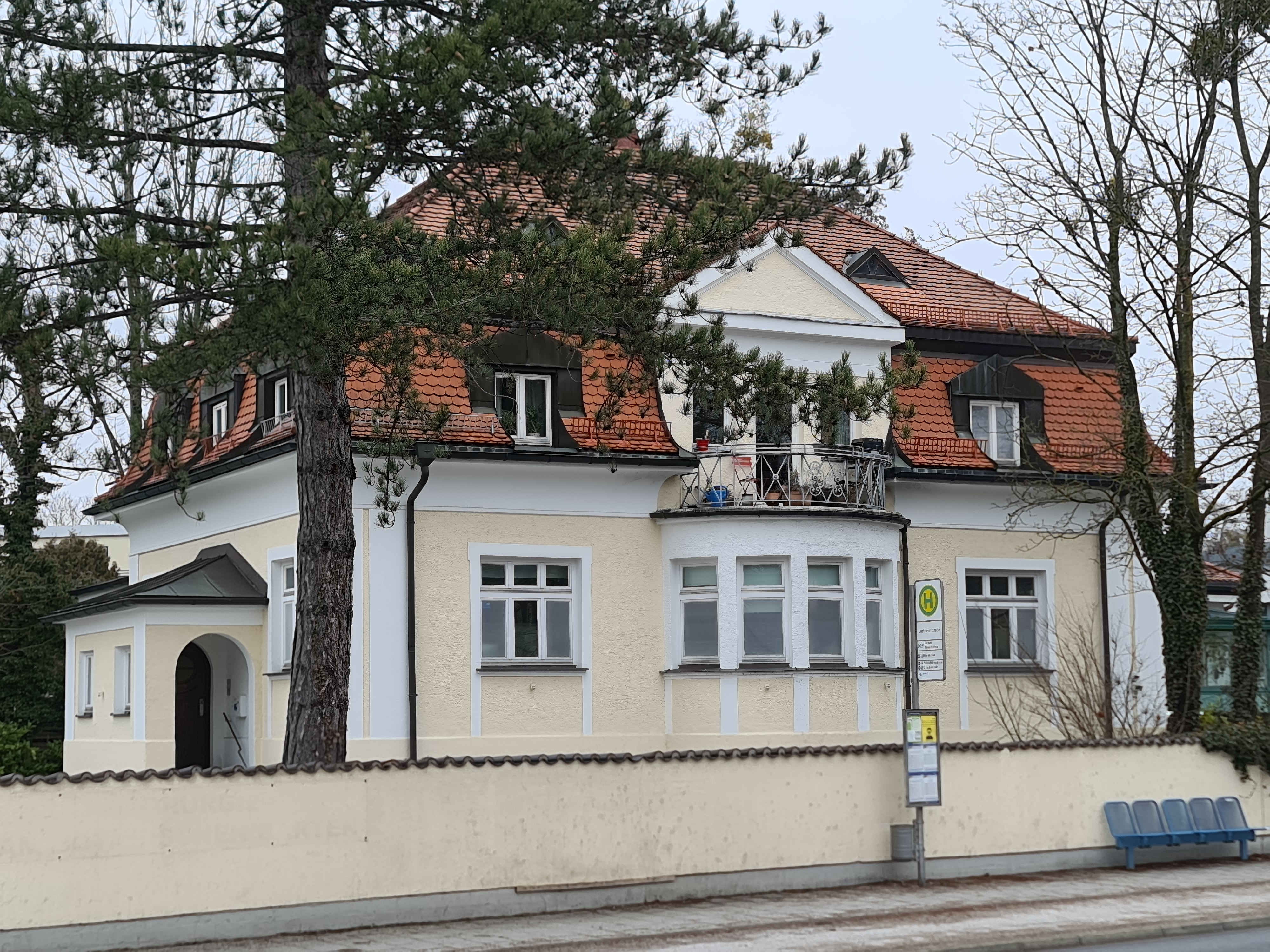
Amalienburgstraße 32
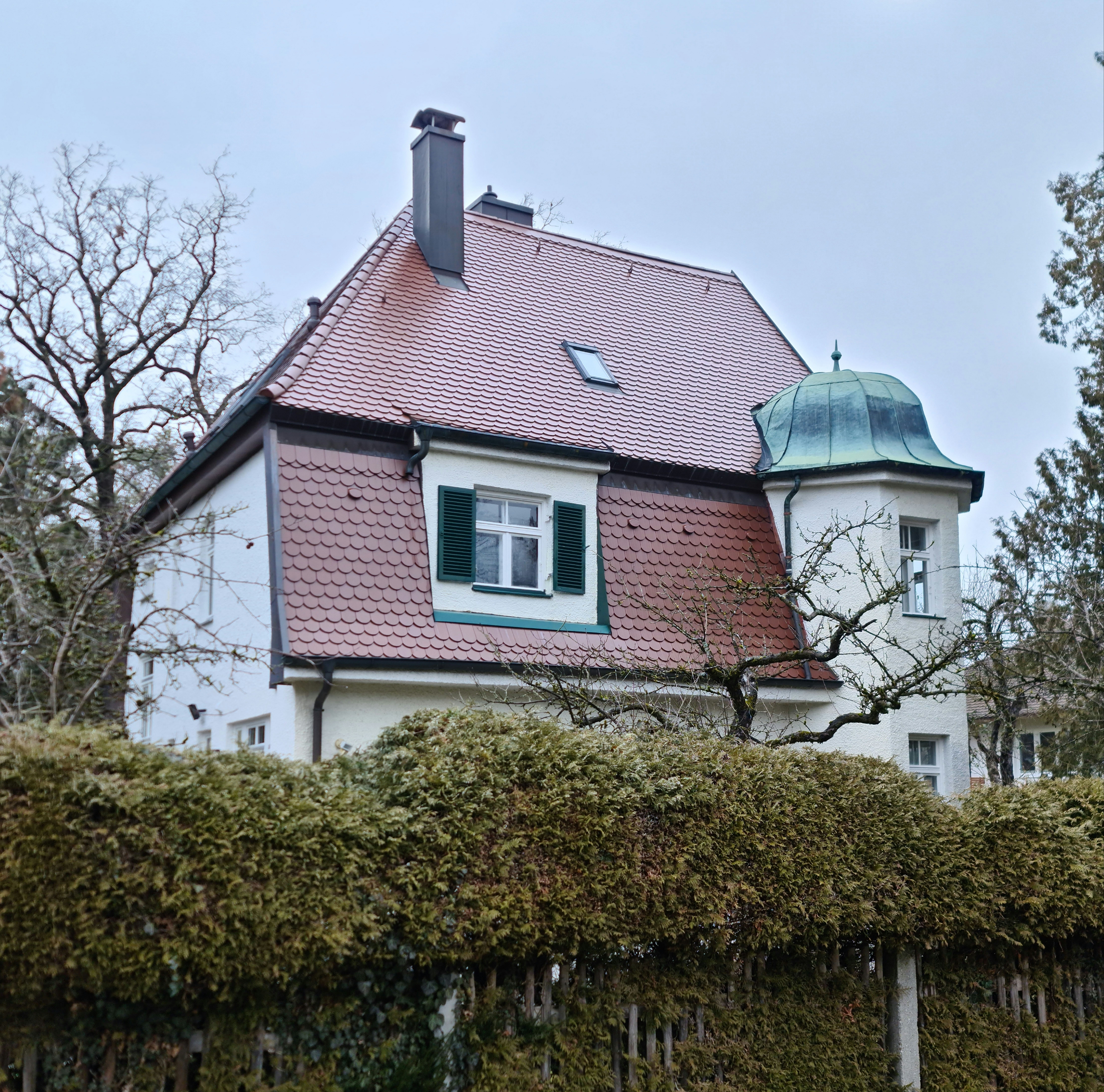
Reginbaldstraße 11
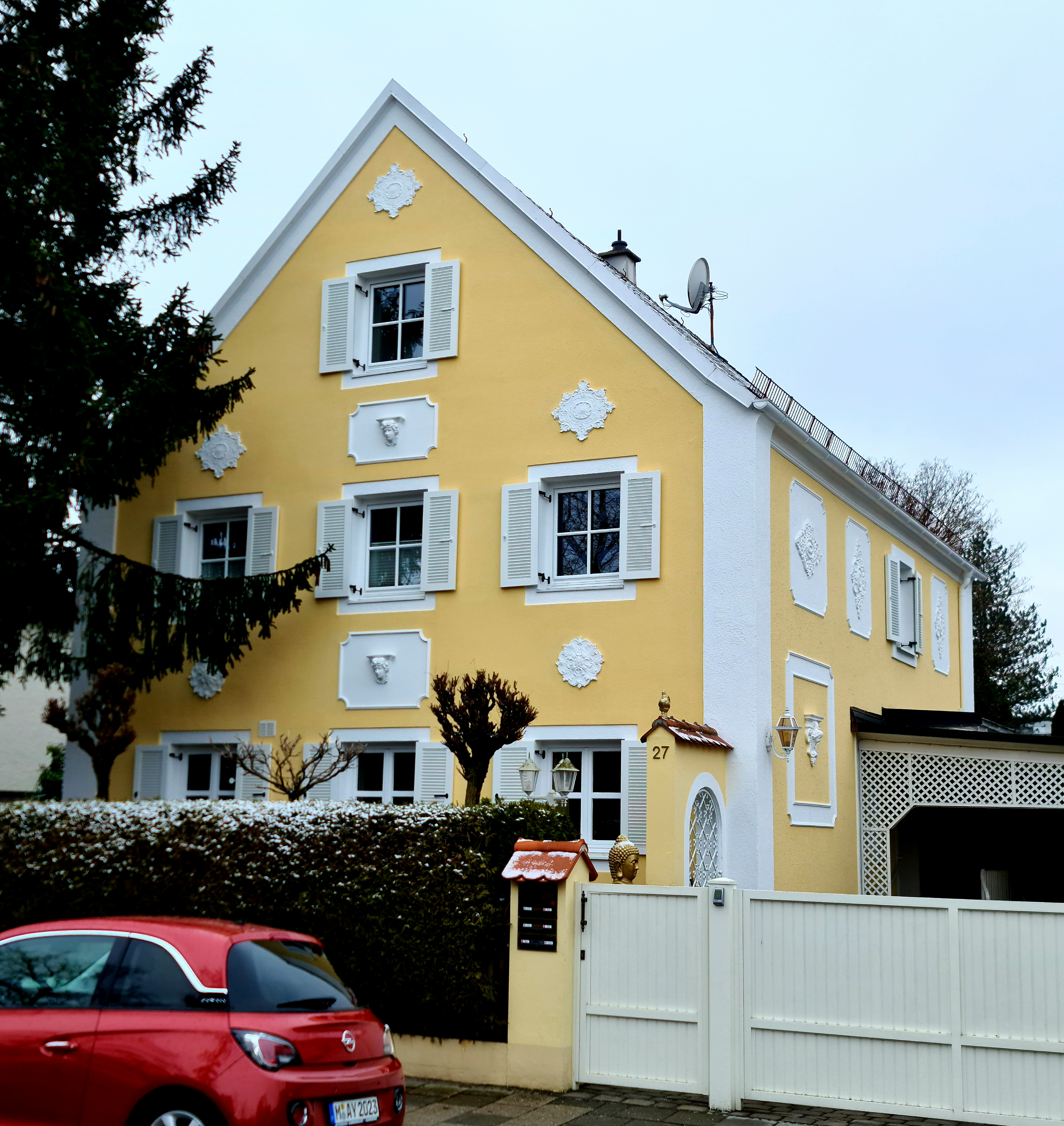
Freseniusstraße 27 (neuerer Bau mit historisierendem Stuckzierat)
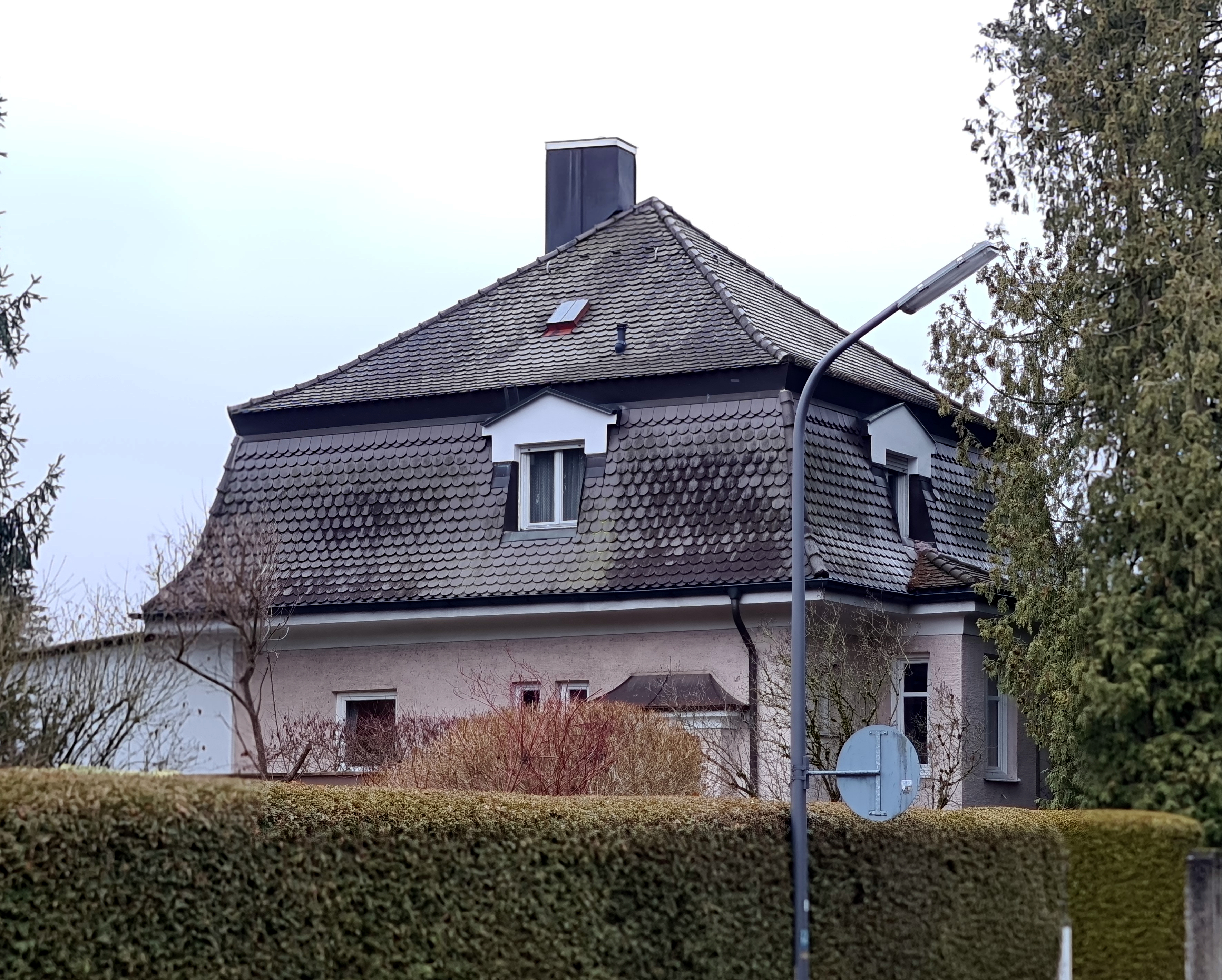
Immermannplatz 2
Verdistrasse 5
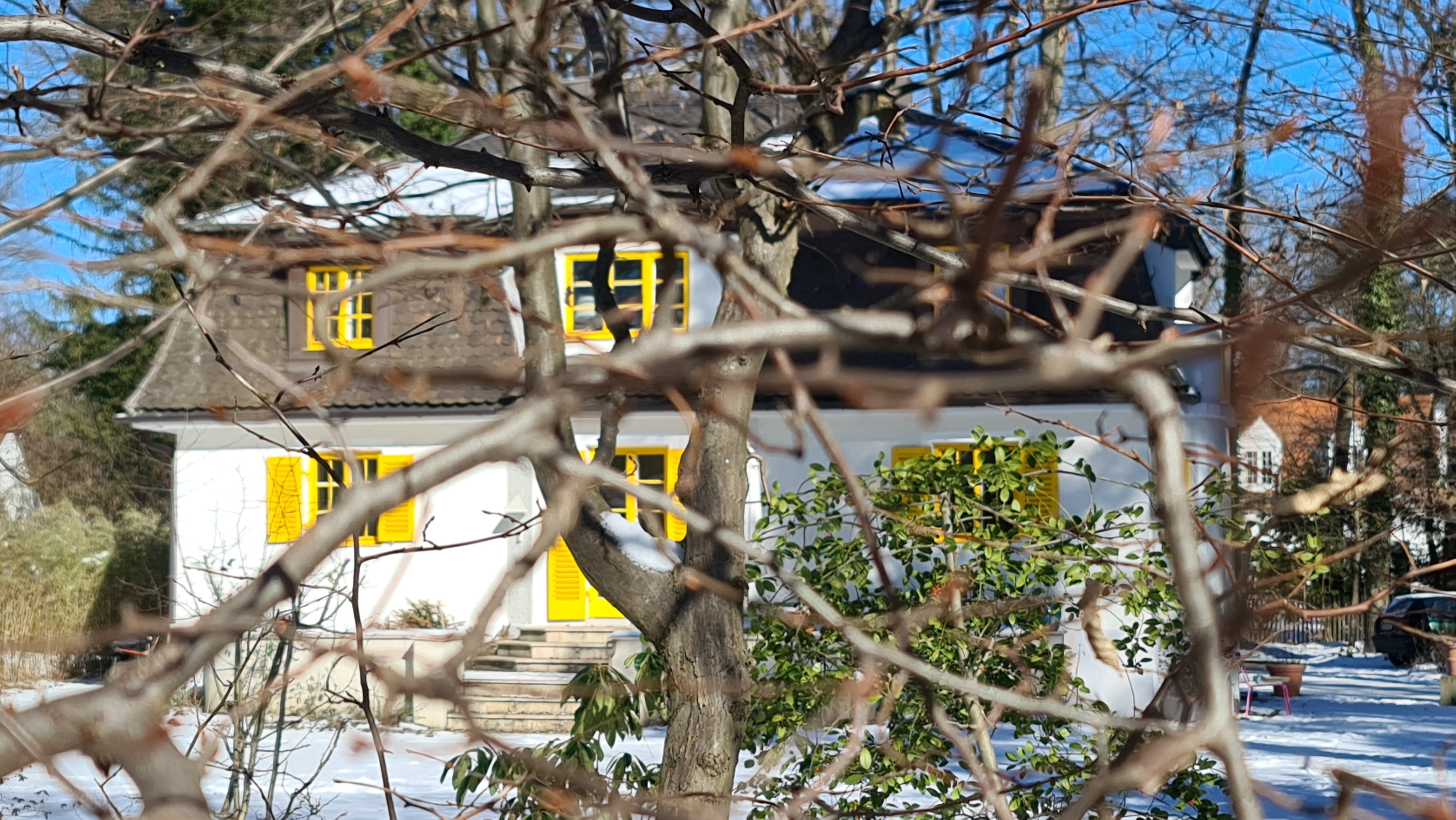
Menzinger Straße 108
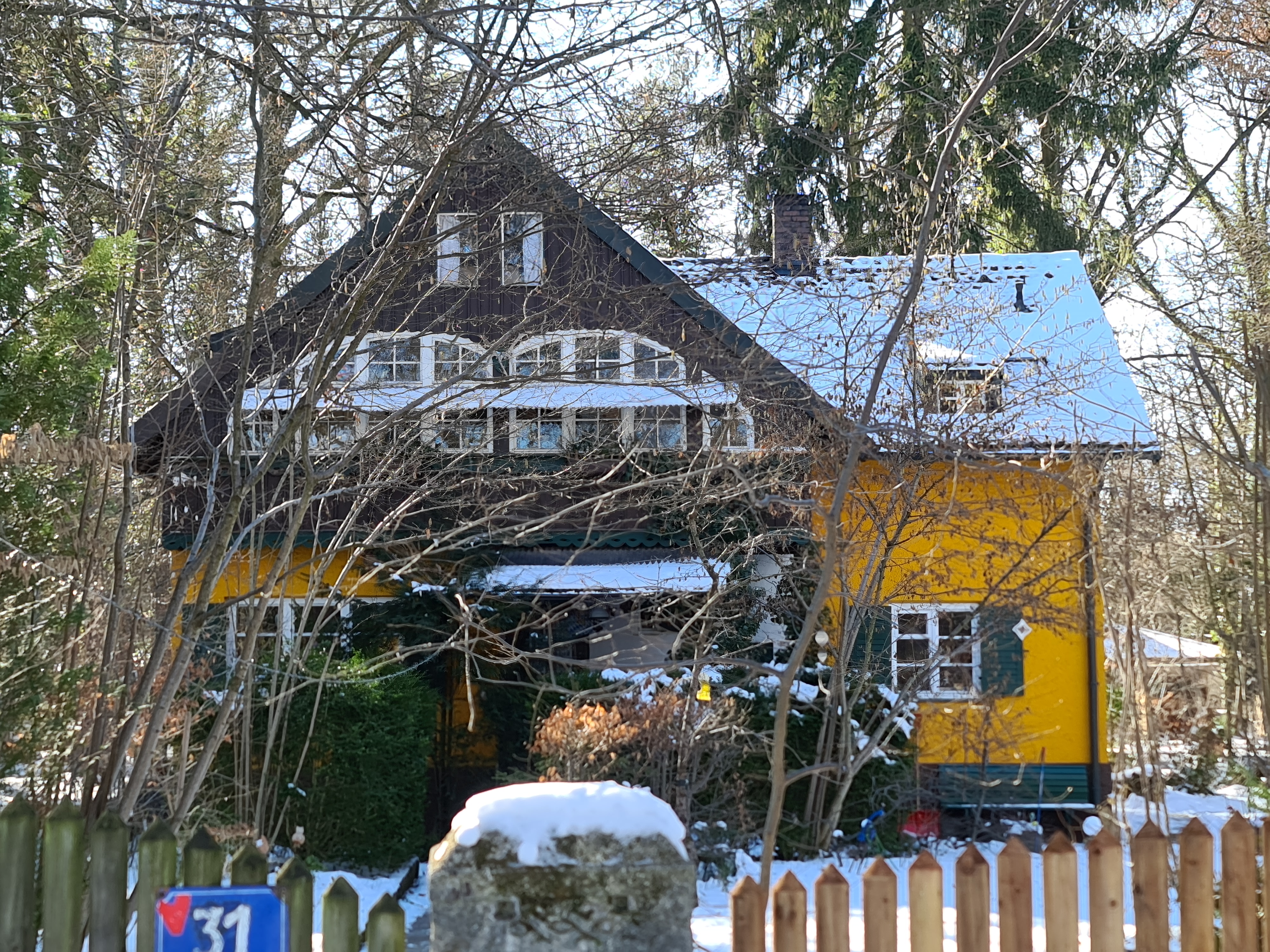
Nußhäherstraße 31
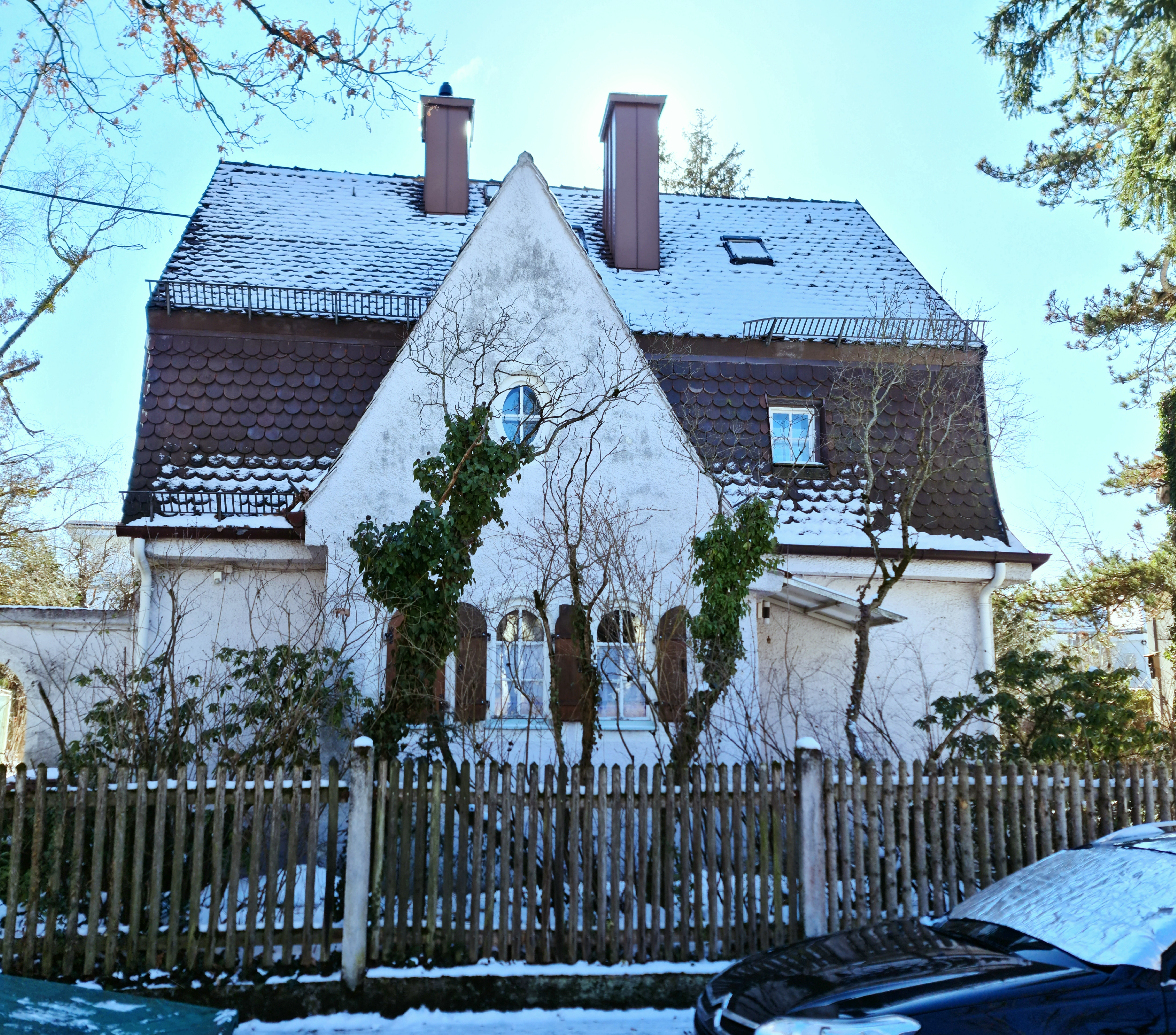
Döbereinerstraße 30